# Lombo-Bouenguidi
Lombo-Bouenguidi ist ein Departement in der Provinz Ogooué-Lolo in Gabun und liegt südlich. Das Departement hatte 2013 etwa 4600 Einwohner.

## Gliederung
- Pana